# Пуннатхуркотта
Пуннатхуркотта (малаял. പുന്നത്തൂര്‍ കോട്ട) — слоновая ферма, святилище слонов, принадлежащее храму Кришны в Гуруваюре. Расположено на территории древнего дворца раджей Пуннатхуров в деревне Коттапади в четырёх километрах от Гуруваюра, округ Триссур, Керала, Южная Индия.
После того, как дворец переоборудовали под слоновую ферму, место также стало называться Анаккотта, что в переводе с малаялам означает «Слоновья крепость». На ферме содержат более шестидесяти слонов. Все они посвящены Кришне, принадлежат храму Кришны в Гуруваюре и регулярно используются в храмовых фестивалях и церемониях. Сюда привозят и тренируют диких животных, которых дарят божеству Гуруваюраппан богатые индусы. Один из слонов по имени Гуруваюр Кешаван, когда-то живший на ферме, стал легендарным и превратился в одного из героев местного фольклора. По данным на 2008 год, самому старому из слонов было 75 лет. Как предложение Ганешу, в Аннаккотте ежедневно проводится пуджа для слонов «Гаджа-пуджа» и церемония кормления «Анаютту».
За слонами здесь ухаживают погонщики. Посетители должны соблюдать осторожность, поскольку животные, особенно самцы в брачный период, могут быть опасны.